# Poecilanthe falcata
Poecilanthe falcata är en ärtväxtart som först beskrevs av Vell., och fick sitt nu gällande namn av Heringer. Poecilanthe falcata ingår i släktet Poecilanthe och familjen ärtväxter. Inga underarter finns listade i Catalogue of Life.